# Sobiemirowo
Sobiemirowo [pronunciación en polaco: /sɔbjɛmiˈrɔvɔ/] (en alemán: Schwarzsee) es un asentamiento ubicado en el distrito administrativo de Gmina Sławoborze, dentro del condado de Świdwin, Voivodato de Pomerania Occidental, en el noroeste de Polonia. Se encuentra a unos 5 kilómetros suroeste de Sławoborze, a 11 kilómetros al noroeste de Świdwin, y a 88 kilómetros al noreste de la capital regional Szczecin.